# Мадона деј Кампи (Бергамо)
Мадона деј Кампи је насеље у Италији у округу Бергамо, региону Ломбардија.
Према процени из 2011. у насељу је живело 55 становника. Насеље се налази на надморској висини од 211 м.